# Marian Arciero
Mariano Arciero (ur. 26 lutego 1707 w Contursi Terme, zm. 16 lutego 1788 w Neapolu) – włoski prezbiter, błogosławiony Kościoła katolickiego.

## Życiorys
Mariano Arciero urodził się 26 lutego 1707 roku w Contursi Terme w prowincji Salerno. Mając 8 lat był znany z głębokiej miłości do Matki Bożej, którą nazwał piękną mamą. W dniu 22 grudnia 1731 roku został wyświęcony na kapłana. Wiele czasu spędzał ucząc dzieci religii. Zmarł 16 lutego 1788 roku o godzinie 16:00 w wieku 81 lat.
14 sierpnia 1854 roku papież Pius IX ogłosił go czcigodnym. Został beatyfikowany przez Benedykta XVI w dniu 24 czerwca 2012 roku. Uroczystością beatyfikacyjnym przewodniczył kardynał Angelo Amato.